# アンティグア・バーブーダ沿岸警備隊船艇一覧
アンティグア・バーブーダ沿岸警備隊船艇一覧は、アンティグア・バーブーダ沿岸警備隊が過去保有した、または現在保有する、または将来保有する予定の未完成・計画中止を含めた歴代船艇一覧である。
凡例

## 現有勢力（2007年現在）
- 国防予算：
- 沿岸警備隊：船艇5隻

## 船艇一覧

### 警備救難業務用船艇
巡視艇
- 米『65フィート』型 - 1隻

●●（P-01 Liberta）
- 米『ドーントレス』級 - 1隻

●●（P-02 Palmento）
- 旧・米『82フィート』型 - 1隻

●●（P-03 Hermitage） ※ 旧・『●●（Point Steele）』

### その他
ランチ
- 米『27フィート』型 - 2隻

071、072
- 各型 - 1隻

081